# J.L.C. Schroeder van der Kolk
Jacob Lodewijk Koenraad Schroeder van der Kolk, latiniserat: Jacobus Ludovicus Conradus (J.L.C.) Schroeder van der Kolk, född 14 mars 1797 i Leeuwarden, död 1 maj 1862 i Utrecht, var en nederländsk läkare.
Schroeder van der Kolk var från 1826 professor i anatomi och fysiologi vid universitetet i Utrecht. Han inlade utomordentlig förtjänst om sinnessjukvården och skrev bland annat Observationes anatomices pathologici et practici argumenti (1826). Till svenska översattes "Åsigter om mala parasitica" (i "Hygiea" 1849) och "Om åtskilnaden mellan döda naturkrafter, lifskrafter och själ" (1858). Han invaldes som utländsk ledamot av Vetenskapsakademien i Stockholm 1856.